# Potterhanworth
Potterhanworth, ook Potter Hanworth, is een civil parish in het bestuurlijke gebied North Kesteven, in het Engelse graafschap Lincolnshire met 839 inwoners.